# Juliane (film)
 For alternative betydninger, se Juliane (flertydig). (Se også artikler, som begynder med Juliane)
Juliane er en dansk film fra 2000 med manuskript af Stellan Olsson, og den blev instrueret af Hans Kristensen.
Den efterfulgte Klinkevals (1999), der var første bog i Jane Aamunds Klinkevalstrilogi.
Blandt de medvirkende kan nævnes:
- Mette Lisby
- Pelle Koppel
- Bodil Jørgensen
- Sanne Grangaard
- Kristian Halken
- Thomas Eje
- Birthe Neumann
- Nicolaj Kopernikus
- Thure Lindhardt
- Tomas Villum Jensen